# Eyring-egyenlet
A reakciókinetikában használatos Eyring-egyenlet, vagy más néven Eyring–Polányi-egyenlet a reakciósebesség és a hőmérséklet közötti kapcsolatot írja le. Henry Eyring, Meredith Gwynne Evans és Polányi Mihály csaknem egyszerre vezették le 1935-ben. Az egyenlet az átmenetiállapot-elméletből (más néven aktivált komplex elmélet) következik, és triviálisan ekvivalens az empirikus Arrhenius-egyenlettel. Mindkettő könnyen levezethető a kinetikus gázelmélet statisztikus mechanikai megfontolásaiból.
Az Eyring–Polányi-egyenlet általános formája némileg emlékeztet az Arrhenius-egyenletre:
{\displaystyle \ k={\frac {k_{\mathrm {B} }T}{h}}\mathrm {e} ^{-{\frac {\Delta G^{\ddagger }}{RT}}}}
ahol ΔG‡ az aktiválás szabadentalpiája, kB a Boltzmann- és h a Planck-állandó.
Az egyenlet átírható az alábbi alakba:
{\displaystyle k=\left({\frac {k_{\mathrm {B} }T}{h}}\right)\mathrm {exp} \left({\frac {\Delta S^{\ddagger }}{R}}\right)\mathrm {exp} \left(-{\frac {\Delta H^{\ddagger }}{RT}}\right)}
Az Eyring-Polanyi-egyenlet lineáris alakba átrendezve:
{\displaystyle \ln {\frac {k}{T}}={\frac {-\Delta H^{\ddagger }}{R}}\cdot {\frac {1}{T}}+\ln {\frac {k_{\mathrm {B} }}{h}}+{\frac {\Delta S^{\ddagger }}{R}}}
ahol:
- {\displaystyle \ k} = reakciósebességi állandó
- {\displaystyle \ T} = termodinamikai hőmérséklet
- {\displaystyle \ \Delta H^{\ddagger }} = aktiválási entalpia
- {\displaystyle \ R} = egyetemes gázállandó
- {\displaystyle \ k_{\mathrm {B} }} = Boltzmann-állandó
- {\displaystyle \ h} = Planck-állandó
- {\displaystyle \ \Delta S^{\ddagger }} = aktiválási entrópia

Az adott kémiai reakciót különböző hőmérsékleteken elvégzik, és meghatározzák a reakció sebességét. Ábrázolva {\displaystyle \ \ln(k/T)}-t {\displaystyle \ 1/T} függvényében, egyenest kapunk. Az egyenes meredeksége {\displaystyle \ -\Delta H^{\ddagger }/R}, melyből kiszámolható az aktiválási entalpia, tengelymetszete pedig {\displaystyle \ \ln(k_{\mathrm {B} }/h)+\Delta S^{\ddagger }/R}, ebből az aktiválási entrópia határozható meg.

## Pontossága
Az átmenetiállapot-elmélet megköveteli, hogy a fenti Eyring-egyenletben szorzótényezőként szerepeljen a {\displaystyle \ \kappa } transzmissziós tényező. Ennek értékét gyakran egységnek veszik (azaz az {\displaystyle \ AB^{\ddagger }} átmeneti állapotból mindig az {\displaystyle \ AB} termék keletkezik, és nem alakul vissza az {\displaystyle \ A} és {\displaystyle \ B} reaktánsokká). Winzor és Jackson 2006-os tárgyalása szerint ez a feltételezés érvényteleníti azt a leírást, amely szerint az átmeneti állapot és a reaktánsok között egyensúly áll fenn, és így az empirikus Arrhenius-egyenletet preferálják az {\displaystyle \ A} preexponenciális tényező és az {\displaystyle \ E_{a}} aktiválási energia fenomenologikus értelmezésével. További részletek lásd Winzor és Jackson 2006-os művének 399–400. oldalán, a „Transition-state theory” fejezetben.
Annak érdekében, hogy {\displaystyle \ \kappa } értékét ne kelljen megadni, a reakciósebességi együtthatók arányát össze lehet hasonlítani a reakció meghatározott referencia hőmérsékleten mért sebességi együtthatójának értékével (pl. {\displaystyle \ k(T)/k(T_{Ref})}), így a kifejezésből a {\displaystyle \ \kappa } tag kiesik.

## Fordítás
Ez a szócikk részben vagy egészben  az   Eyring equation című angol Wikipédia-szócikk ezen változatának fordításán alapul.  Az eredeti cikk szerkesztőit annak laptörténete sorolja fel. Ez a jelzés csupán a megfogalmazás eredetét és a szerzői jogokat jelzi, nem szolgál a cikkben szereplő információk forrásmegjelöléseként.

## Külső hivatkozások
- Eyring equation at the University of Regensburg Archiválva 2010. december 7-i dátummal a Wayback Machine-ben
- Online-tool to calculate the reaction rate from an energy barrier (in kJ/mol) using the Eyring equation